# Prionosoma podopioides
Prionosoma podopioides är en insektsart som beskrevs av Philip Reese Uhler 1863. Prionosoma podopioides ingår i släktet Prionosoma och familjen bärfisar. Inga underarter finns listade i Catalogue of Life.